# Jiujiebian
Die Jiujiebian (chinesisch 九節鞭 / 九节鞭, Pinyin jiǔjiébiān – „neunteilige/-gliedrige Peitsche“), auch Kettenpeitsche oder chain whip, wird in diversen Kampfkünsten verwendet. Neben der neungliedrigen Peitsche gibt es auch Varianten mit weniger oder mehr Gliedern, z. B. die Qijiebian (七節鞭 / 七节鞭,  qījiébiān) mit sieben Gliedern.

## Beschreibung
Am meisten Verwendung findet sie in der chinesischen Kampfkunst, sprich dem modernen, sowie auch traditionellen Wushu.
Sie besteht aus mehreren Metall-Gestängen, deren Enden mit Ringen verbunden sind und somit eine flexible Kette bilden.
Meistens befindet sich an einem Ende der Kette ein Griffstück und am anderen Ende eine kleine Spitze, die zum Aufschlitzen oder Durchbohren des fiktiven Gegners gedacht ist.
Oftmals befindet sich an oder gerade unterhalb der Spitze ein Stofftuch, ein zweites kann am Handgriff befestigt sein.
Diese sorgen bei der Verwendung der Peitsche für eine typische Wushu-Darbietung, sowohl visuell, als auch aufgrund des schnellen Sausens, das beim Schwingen in der Luft entsteht. Sie helfen aber auch, die Kette zu stabilisieren und dem Kampfkünstler eine bessere Kontrolle über die Waffe zu verleihen. Die Gefahr, sich bei Verwendung selbst zu verletzen, wird dadurch verringert und die Position der Spitze kann bei schnellen Bewegungen besser lokalisiert werden. Neben den typischen Schlag- und Drehtechniken können auch Würger und Entwaffnungen angewendet werden. Außerdem kann die Reichweite der Waffe durch das Umwickeln der Hand mit Kettengliedern verkürzt werden, was die Kontrolle erleichtert. Typisch ist es auch, die Waffe um Gelenke an den Armen, dem  Rumpf oder den Beinen zu wickeln und von dort explosiv zurück zu schwingen. Häufig wird sie auch um den Hals gewickelt, was das Verletzungsrisiko erheblich erhöht. Eine professionelle Einführung ist vor dem Training mit der Waffe sinnvoll, da sie unbeabsichtigt Körperteile umwickeln und abschnüren kann und aus der Flugbahn ausbrechen kann.